# Academia de Japón
La Academia de Japón (日本学士院 Nippon gakushiin?) es una organización honoraria fundada en 1879 para reunir a destacados eruditos japoneses con registros distinguidos de logros científicos. Actualmente es una organización adscrita al Ministerio de Educación, Cultura, Deportes, Ciencia y Tecnología y su sede se ubica en el Parque Ueno, Tokio, Japón. Ingresar en la Academia se considera la distinción más alta que un académico puede lograr y los miembros disfrutan de una membresía vitalicia y un estipendio monetario anual.

## Historia

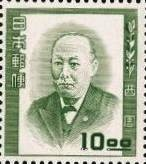
Nishi Amane, jefe de la Academia de Tokio en el año 1879.

En un esfuerzo por replicar el panorama institucional de muchas naciones occidentales, los líderes del gobierno Meiji buscaron crear una academia nacional de académicos y científicos tomando como modelo a la Royal Society inglesa. En 1879, Nishi Amane se convirtió en el jefe de lo que entonces se llamaba la Academia de Tokio.

## Premios
El Premio Imperial y el Premio de la Academia de Japón se otorgan a las personas que han alcanzado importantes hitos de investigación o que han escrito artículos o libros académicos destacados. Una de las funciones más importantes de la Academia consiste en otorgar estos premios anualmente desde 1911. Desde 1949, estas ceremonias de premios han sido honradas por la presencia del Emperador de Japón; y desde 1990, tanto el Emperador como la Emperatriz han asistido.

### Premio Imperial de la Academia de Japón
Desde 1911 hasta 1947, la academia confiere anualmente el Premio Imperial de la Academia de Japón (Gakushiin Onshi Shō). Después de 1947, el nombre del premio fue cambiado a Premio de la Academia de Japón (Gakushiin Shō). Entre los ganadores anteriores se encuentran Hideyo Noguchi (1915) y Tasuku Honjo (1996).

### Premio del Duque de Edimburgo
En 1987, su alteza real el Príncipe Felipe, Duque de Edimburgo, sugirió que la Academia asumiera la responsabilidad de otorgar el premio bienal Duque de Edimburgo a un científico japonés con logros sobresalientes en el área de protección de la fauna y conservación de especies. Además de este premio específico, unos 75 premios y medallas están asociados con el Duque de Edimburgo.

### Medalla de la Academia de Japón
Desde 2004, la Academia confiere anualmente la Medalla de la Academia de Japón.

## Historia
La Academia de Tokio de la era temprana de Meiji se reorganizó institucionalmente en una Academia Imperial en 1906; y esta institución pasó a llamarse Academia de Japón en 1947:
- 1879 Se estableció la Academia de Tokio;  Tokyo Academy Magazine  (Vol. 1, No. 1).[5]
- 1890 Se promulgó el Estatuto de la Academia de Tokio.[5]
- 1985 Se estableció la membresía honoraria.[5]
- 1906 Se promulgó Estatuto de la Academia Imperial; se unió a  Internationale Assoziation der Akademien  (IAA).[5]
- 1911 Se crea el Premio Imperial de la Academia de Japón; Primera ceremonia de premiación.[5]
- 1912  Actas de la Academia Imperial  (Vol. 1, No. 1).[5]
- 1919 La Academia Imperial se unió a la Union Académique Internationale (UAI).[5]
- 1925 Se modificó el Estatuto de la Academia Imperial (aumento de membresía).[5]
- 1942  Transacciones de la Academia Imperial  (Vol. 1, No. 1).[5]
- 1947 Academia Imperial renombrada como Academia de Japón.[5]
- 1949 Academia de Japón vinculada institucionalmente al Consejo Científico de Japón.
- 1956 Ley de la Academia de Japón promulgada; Academia de Japón desvinculada del Consejo de Ciencia de Japón.[5]
- 1971 Se inició el programa de intercambio con academias extranjeras.[5]
- 1983 Se inició el programa de visitas de miembros honorarios.[5]
- 1984 Se celebró la primera reunión de conferencia pública.[5]
- 1987 Se adoptó el Premio Duque de Edimburgo.[5]
- 2004 Se establece Medalla de la Academia de Japón.[5]

## Presidente

### Academia de Tokio
| N.º | Nombre            | Inicio | Fin  | Universidad          |
| --- | ----------------- | ------ | ---- | -------------------- |
| 1.  | Fukuzawa Yukichi  | 1879   | 1879 | Universidad de Keiō  |
| 2.  | Nishi Amane       | 1879   | 1880 | Yōrōkan              |
| 3.  | Katō Hiroyuki     | 1880   | 1882 | Universidad de Tokio |
| 4.  | Nishi Amane       | 1882   | 1886 | Yōrōkan              |
| 5.  | Katō Hiroyuki     | 1886   | 1895 | Universidad de Tokio |
| 6.  | Hosokawa Jyunzirō | 1895   | 1897 | Bunbukan             |
| 7.  | Katō Hiroyuki     | 1897   | 1906 | Universidad de Tokio |

### Academia Imperial
| N.º | Nombre           | Inicio | Fin  | Universidad          |
| --- | ---------------- | ------ | ---- | -------------------- |
| 8.  | Katō Hiroyuki    | 1906   | 1909 | Universidad de Tokio |
| 9.  | Kikuchi Dairoku  | 1909   | 1917 | Universidad de Tokio |
| 10. | Hozumi Nobushige | 1917   | 1925 | Universidad de Tokio |
| 11. | Okano Keizirō    | 1925   | 1925 | Universidad de Tokio |
| 12. | Sakurai Jyōzi    | 1925   | 1939 | Universidad de Tokio |
| 13. | Hantaro Nagaoka  | 1939   | 1948 | Universidad de Tokio |

### Academia de Japón
| N.º | Nombre             | Inicio | Fin      | Universidad           |
| --- | ------------------ | ------ | -------- | --------------------- |
| 14. | Yamada Saburō      | 1948   | 1961     | Universidad de Tokio  |
| 15. | Shibata Yuzi       | 1961   | 1970     | Universidad de Tokio  |
| 16. | Nanbara Shigeru    | 1970   | 1974     | Universidad de Tokio  |
| 17. | Kiyoo Wadati       | 1974   | 1980     | Universidad de Tokio  |
| 18. | Arisawa, Marta     | 1980   | 1986     | Universidad de Tokio  |
| 19. | Kurokawa Toshio    | 1986   | 1988     | Universidad de Tohoku |
| 20. | Wakimura Yoshitarō | 1988   | 1994     | Universidad de Tokio  |
| 21. | Fuzita Yoshio      | 1994   | 2000     | Universidad de Tokio  |
| 22. | Ichiko Teizi       | 2000   | 2001     | Universidad de Tokio  |
| 23. | Nagakura Saburō    | 2001   | 2007     | Universidad de Tokio  |
| 24. | Kubo Masaaki       | 2007   | 2013     | Universidad de Tokio  |
| 25. | Takashi Sugimura   | 2013   | 2016     | Universidad de Tokio  |
| 26. | Hiroshi Shiono     | 2016   | Presente | Universidad de Tokio  |

## Contrapartes en otros países
- Royal Society (desde 1971)
- Academia Británica (desde 1972)
- Academia Rumana (desde 1976)
- Academia Húngara de Ciencias (desde 1976)
- Real Academia de las Ciencias de Suecia (desde 1980)
- Academia de Ciencias de Bulgaria (desde 1980)
- Academia de Ciencias de Francia, Instituto de Francia (desde 1994)
- Royal Society of Canada (desde 1995)
- Academia de Ciencias de la República de Corea (desde 1998)
- Unión de Academias Alemanas de Ciencias y Humanidades (desde 2005)